# 华富街道
华富街道是中国广东省深圳市福田区下辖的一个街道，位于福田区的中部，东起华富路，西至彩田路，南临深南路，北接北环路。名称取自街道内的集体住宅小区——华富村。
深圳的重要城市绿地——笔架山公园和深圳中心公园均位于此。

## 行政区划
华富街道管辖：
华山社区、黄木岗社区、田面社区、新田社区、莲花三村社区、莲花二村社区、梅岗社区、笔架山社区、莲花一村社区和彩苑社区。

## 地理

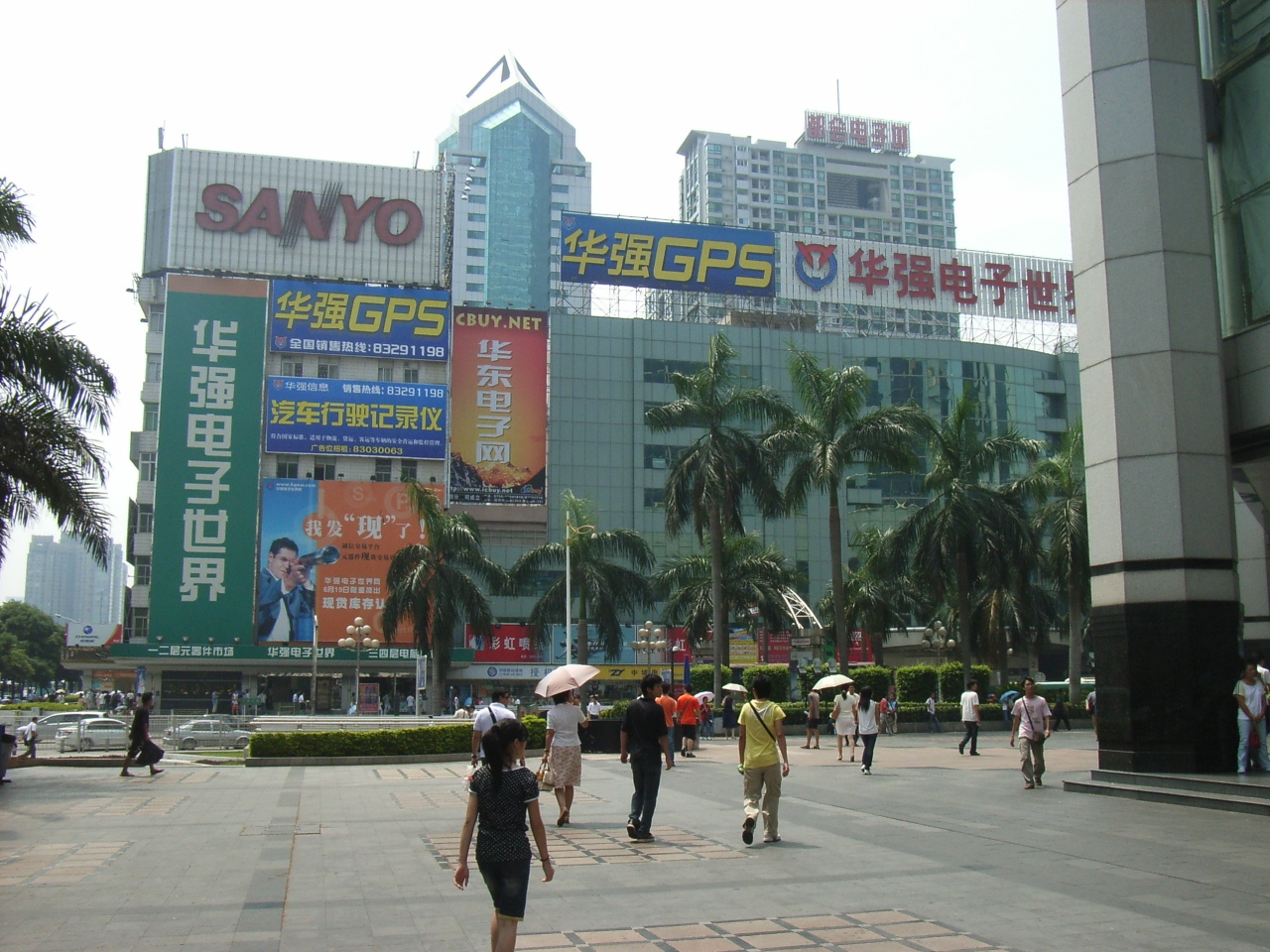
華強路一景

总面积7.3平方公里，下辖10个社区。总人口11.6万人，其中常住人口4.8万人、暂住人口6.8万人。辖区内有中心公园和笔架山公园。

## 經濟
區內的華強北是深圳最大型的電子批發市場，有中航集团、开发科技公司、赛格日立公司等20余个大型企业。原本都是一些工廠，但大部分都已經改建成寫字樓或批發商場。

## 交通

### 道路
- 華富路
- 深南路
- 彩田路

### 鐵路
- 深圳地鐵1號線
- 深圳地铁3号线